# Boulevard Vivier-Merle
Pour les articles homonymes, voir Vivier-Merle.
Le boulevard Vivier-Merle, ou boulevard Marius-Vivier-Merle, est une voie de circulation majeure du 3e arrondissement de Lyon, en France.

## Situation et accès
Situé dans le quartier de la Part-Dieu, ce boulevard traverse intégralement le 3e arrondissement dans sa largeur et est globalement orienté nord-sud. Son parcours s'amorce par une légère courbe au sud, où il prolonge le boulevard des Tchécoslovaques avant de se poursuivre en ligne droite jusqu'au cours Lafayette, où il se prolonge dans le 6e arrondissement, sous le nom de boulevard des Brotteaux.
Mesurant environ 1 550 mètres de long, il est principalement bordé de grands bâtiments modernes à vocation tertiaire. Sa partie routière était enterrée à l'approche de l'esplanade bordée du centre commercial de la Part-Dieu et de la Gare de Lyon-Part-Dieu.
Dans le cadre de la rénovation du quartier de la Part Dieu, le tunnel est prolongé de 118 m jusqu'à la rue Paul Bert. Les travaux sont exécutés de mai 2018 au 28 février 2020,. Cette prolongation permet de libérer de l'espace en surface pour mettre en place des trottoirs plus larges, des pistes cyclables, des voies dédiées aux transports en commun et de la végétation. Le tunnel permet également d'accéder au parking souterrain en construction sous la place Béraudier. À la suite de ces aménagements, l'ouvrage mesure désormais 462 m.

## Origine du nom
La voie porte le nom de Marius Vivier-Merle (1890-1944), résistant français, secrétaire de l'Union des Syndicats ouvriers dont la dernière réunion, le 1er mai 1941 se tient non loin, à la Bourse du Travail. Cette dénomination a été attribuée au boulevard le 19 février 1945 (par délibération municipale).

## Historique
Ce boulevard a été ouvert, sous le nom de « boulevard de la Part-Dieu », sur partie de la ceinture de fortifications de l'Est de Lyon construite en 1830.

## Bâtiments remarquables et lieux de mémoire
La numérotation commence par le nord : les numéros pairs sont situés sur le côté ouest et les numéros impairs sur le côté est. Le sens de circulation est principalement du sud vers le nord. Le boulevard est successivement bordé du nord au sud par :
- au 10-12 : la tour Oxygène, achevée en juin 2010 du côté pair ;
- la tour Swiss Life, du côté impair ;
- le centre commercial de la Part-Dieu, côté pair ;
- la gare de Lyon-Part-Dieu et l'esplanade formée par la place Charles-Béraudier, qui borde le boulevard ;
- au 44 : le bâtiment de France 3 Rhône-Alpes et de Radio France, dont l'adresse officielle se trouve au 14 rue des Cuirassiers ;
- au 113 : Espace Hillel, centre culturel juif de Lyon qui a fermé le 31 décembre 2019[8] ;
- au 114 : Immeuble Aprilium, siège de la compagnie d'assurances April Assurances, appartenant à April.